# Aníbal Dominici
Aníbal Dominicci (Barcelona, estado Anzoátegui, Venezuela, 9 de julio de 1837-Caracas, 25 de septiembre de 1897) fue un abogado, jurisconsulto, periodista, escritor y político venezolano, miembro fundador de la Academia Venezolana de la Lengua y primer ministro de educación de Venezuela. Su familia emigró desde la isla de Córcega cuando todavía formaba parte de la República de Génova.  Su hijo, Santos Dominici, fue un miembro notable de la sociedad médica venezolana.

## Biografía

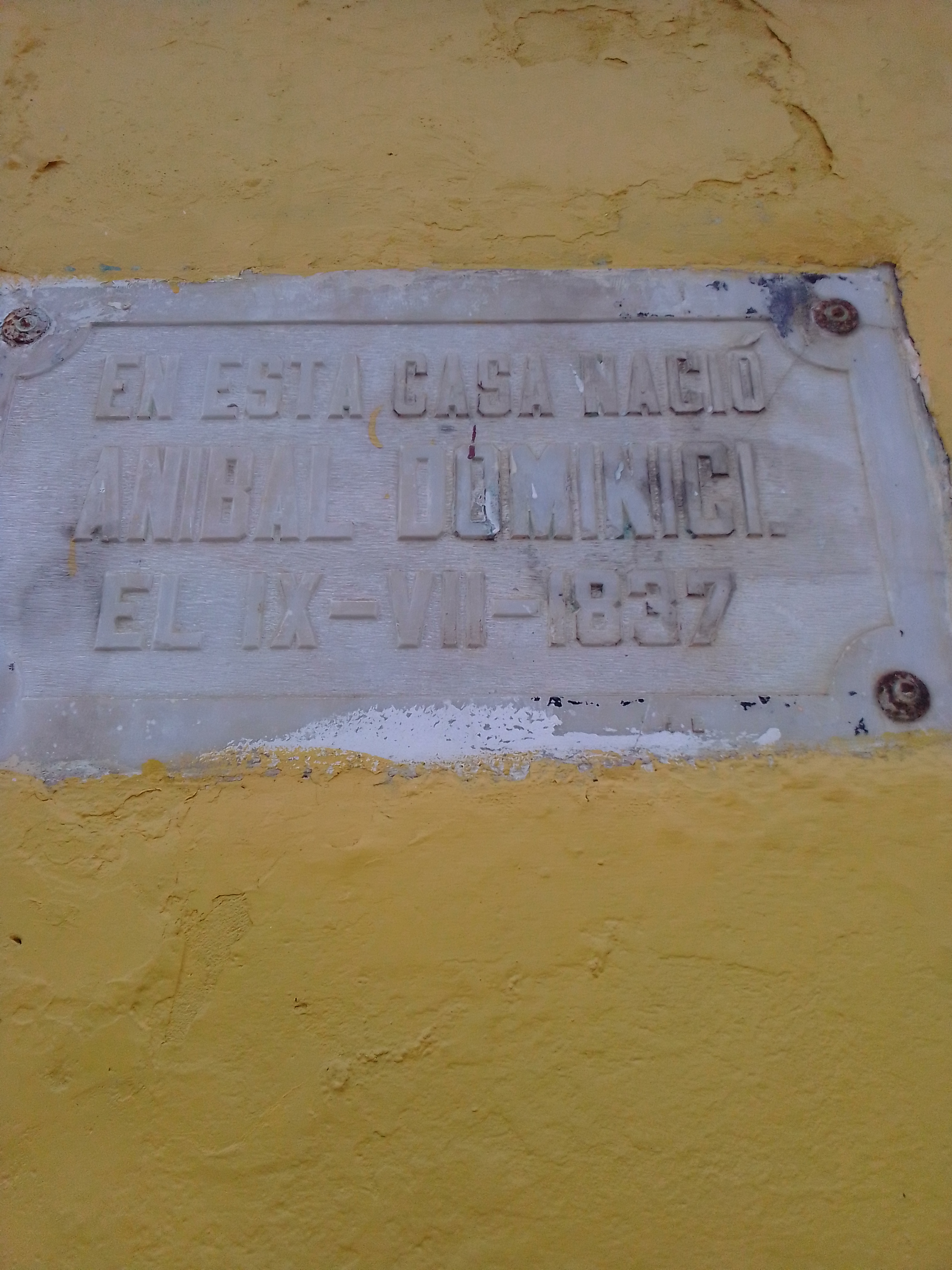
Placa en la casa natal de Aníbal Dominici en Barcelona

Realizó sus estudios secundarios en Caracas, y recibió el título de doctor en jurisprudencia de la Universidad Central de Venezuela en 1859. Exiliado a causa de sus simpatías conservadoras durante la Guerra Federal, regresó a Venezuela después de 1863 y se instaló en Carúpano donde ejerció su profesión. Allí fundó los periódicos El Noticiero y El Bien Público (1876-1881).
Atraído por Antonio Guzmán Blanco, concurre como senador por el estado Cumaná al Congreso de 1880. Como miembro del Consejo de Administración (1880) ocupa durante ese año los cargos de fiscal general de Hacienda, administrador de la aduana de Puerto Cabello, vocal contador de la Junta de Crédito Público y ministro de Fomento (julio de 1880). 
En 1881, fue el primer titular del Ministerio de Instrucción Pública; organiza la enseñanza superior y científica y reglamenta la instrucción popular gratuita y obligatoria,  de Guzmán Blanco. Ese mismo año, preside la Comisión Revisora de los Códigos Nacionales y ocupa la presidencia del estado Oriente. En marzo de 1882, vuelve a ocupar el cargo de ministro de Instrucción Pública.
Fue Rector de la Universidad Central de Venezuela en 2 oportunidades (diciembre de 1884-abril de 1886 y noviembre de 1887-octubre de 1888), y allí ejerce las cátedras de Código Civil y de Código de Comercio (1885-1897). Sus Comentarios al Código Civil y al Código de Comercio forman una edición de 5 tomos publicados entre 1896 y 1905. También fue consultor de derecho público y plenipotenciario en el Ministerio de Relaciones Exteriores y ocupó la presidencia de la Corte Superior de Justicia del Distrito Federal. 
Como novelista, publicó en El Cojo Ilustrado, Juliana la lavandera y La viuda del pescador en 1893. Como autor teatral, adapta varios dramas del francés y escribe, entre otras obras, La honra de la mujer  en 1880, drama realista con intención filosófica y social a la manera de August Strindberg y Henrik Ibsen: una mujer cristiana, altiva y fuerte, es víctima del hombre corrompido y criminal que se casa con ella. 
Como historiador, es autor de una biografía del general José Eusebio Acosta (1883) y de Rasgos biográficos del doctor Juan Pietri, publicado en 1911. Fue miembro fundador de la Academia Venezolana de la Lengua en 1883.